# Paspalum conjugatum
Espèce
Statut de conservation UICN

 LC  : Préoccupation mineure
Paspalum conjugatum, l'herbe créole, est une espèce de plantes monocotylédones de la famille des Poaceae, sous-famille des Panicoideae, d'origine obscure mais naturalisées dans toutes les régions tropicales et tempérées chaudes.
Ce sont des plantes herbacées vivaces, stolonifères, aux tiges dressées pouvant atteindre de 30 à 60 cm de long, et aux inflorescences composées de deux racèmes élancés.
C'est une espèce très adaptable à différents types d'habitats, qui est parfois cultivée comme plante fourragère ou qui constitue des pâturages naturels dans certaines régions. Elle est cultivée aussi parfois pour la création de pelouses. Cette espèce est également considérée comme une mauvaise herbe dans certaines cultures, notamment dans les rizières.

## Taxinomie
L'espèce Paspalum conjugatum a été décrite en premier par le botaniste suédois Peter Jonas Bergius à partir d'un spécimen provenant du Suriname et publiée en 1772 dans Acta Helvetica, Physico-Mathematico-Anatomico-Botanico-Medica (Bâle) 7: 129 (-130; t. 8).

### Synonymes
Selon Catalogue of Life (20 mai 2018) :
- Digitaria  conjugata (P.J.Bergius) Schult.
- Panicum conjugatum (P.J.Bergius)  Roxb.
- Paspalum africanum Poir.
- Paspalum bicrurum Salzm. ex Döll,
- Paspalum ciliatum Lam.
- Paspalum conjugatum var.  parviflorum Döll
- Paspalum conjugatum var.  pubescens Döll
- Paspalum conjugatum f.  tristachyum Beetle
- Paspalum conjugatum var.  tristachyum Vanderyst, nom. provis.
- Paspalum dolichopus Trin. ex Steud.,  nom. nud.
- Paspalum longissimum Hochst. ex  Steud.
- Paspalum renggeri Steud.
- Paspalum sieberianum Steud.
- Paspalum tenue Gaertn., nom.  superfl.

### Liste des variétés
Selon Tropicos (20 mai 2018) (Attention liste brute contenant possiblement des synonymes) :
- Paspalum conjugatum var. conjugatum
- Paspalum conjugatum var. parviflorum Döll
- Paspalum conjugatum var. pubescens Döll
- Paspalum conjugatum var. subcordatum Griseb.
- Paspalum conjugatum var. tristachyum Vanderyst